# David Ussishkin
David Ussishkin, né en 1935 à Jérusalem, est un archéologue israélien.
Né et élevé à Jérusalem, il est le petit-fils du dirigeant sioniste Menahem Ussishkin. Il a étudié au lycée hébraïque Rehaviah de Jérusalem. Il a ensuite fait son service militaire dans la brigade Guivati. En  1962, il a fini le second degré en archéologie et en histoire du peuple juif à l'Université Hébraïque de Jérusalem. Sa thèse de doctorat, achevée en 1966, a été consacrée au monuments neo-hittites, leur périodisation et style sous la direction du professeur Yigal Yadin.
Il a été professeur d'archéologie et d'art hittite à l'Université de Tel Aviv. Entre 1976 et 1978, il y a dirigé la chaire d'archéologie et de civilisations de l'Orient ancien. De 1980 à 1984, il a été le directeur de l'Institut d'archéologie de l'université. De 1977 à 2004 il a aussi été le rédacteur de "Tel Aviv", la revue de l'institut d'archéologie de l'université de Tel Aviv.
Professeur émérite depuis 2005, Ussishkin a dirigé et codirigé d'importants chantiers de fouilles sur divers sites, en particulier à Lakish, où il a retrouvé en 1970 la rampe d'attaque de Sennachérib, à Megiddo et à Jezréel. Ses premiers travaux, comme jeune élève de Yigael Yadin, vers 1960, sont une étude du palais de Megiddo situé sous l'écurie. Sur ces travaux, voir La Bible dévoilée.

## Publications (en anglais)
- David Ussishkin, Was the "Solomonic" City Gate at Megiddo Built by King Solomon?, Bulletin of the American Schools of Oriental Research, éditions ASOR, vol. 239, 1980, pp. 1-18.
- David Ussishkin, Notes on Megiddo, Gezer, Ashdod, and Tel Batash in the Tenth to Ninth Centuries b.c., Bulletin of the American Schools of Oriental Research, éditions ASOR, vol. 277-278, 1990, pp. 71-91.
- David Ussishkin, The Renewed Archæological Excavations at Lachish (1973-1994), vol. I, Tel Aviv, pp. 78-83.
- David Ussishkin, Salomon's Jerusalem : The Text and the facts on the ground, in Jerusalem in the Bible and Archæology : The First Temple Period, Atlanta, 2003, pp. 103-115.